# Александър Чехов
Александър Чехов (на руски: Александр Чехов) е руски журналист, публицист и писател на произведения в жанра драма, сатира и мемоари. Той е по-големият брат на Антон Павлович Чехов и Михаил Павлович Чехов, баща е на актьора и режисьор Михаил Александрович Чехов.

## Биография и творчество
Александър Павлович Чехов е роден на 10 август 1855 г. в Таганрог, Руска империя, в семейството на търговеца Павел Чехов (1825 – 1898) и Евгения Морозова (1835 – 1919). Завършва със сребърен медал мъжката гимназия в Таганрог през 1875 г. Получава висше образование в естествения отдел на Физико-математическия факултет на Московския университет. Знае шест езика. Като студент публикува в хумористичните списания „Зрител“, „Москва“ и „Будилник“, което в много отношения допринася за приобщаването на младия Антон Чехов към света на столичната журналистика.
След дипломирането си през 1882 г. работи последователно в митниците в Таганрог (1882 – 1886), Санкт Петербург (1885) и Новоросийск (1885 – 1886). В Таганрог е уволнен заради неговата нашумяла повест за злоупотребите в местната митническа служба, която публикува в одески вестник.
През 1886 г., с протекции от страна на брат си Антон, получава работа във вестник „Новое время“ на Алексей Суворин. Там пише под псевдонимите Агатопод, Агатопод Единицин, Алое, а по-късно като А. Седой. Редактира списанията „Слепец“, „Пожарный“ и „Вестник российского общества покровительства животным“.
С течение на годините става все по-трудно да осигурява многодетноти си семейство и в началото на 1900-те г. публикува исторически романи в изданието „Ведомостях С.-Петербургского градоначальства и столичной полиции“ с продължение.
Автор е на няколко сборника с разкази, вдъхновени от работата му в митниците, и на ценни спомени за Антон Павлович. Неговите мемоари, особено спомените за брат му, публикувани през 1907 – 1912 г., и техните писма, са особено ценни като информация за творческата биография на Антон Чехов. Александър Чехов става най-доверената му връзка с издателството на Суворин и с негово участие са публикувани всички основни издания на творбите на Чехов. Работи много за подготовката на колекцията от произведенията му събирайки творбите изгубените на страници на стари списания, и подписани под десетки различни псевдоними разкази и сатирични материали.
От 1881 г. живее в граждански брак с Ана Ивановна Хрушчева-Соколникова. Двамата му синове Николай и Антон се считат за незаконно родени, защото църквата не разрешава разтрогването на предишния ѝ църковен брак. През 1883 г. тя ражда дъщеря им Мария, която умира няколко години по-късно. През 1888 г. съпругата му умира. На следващата година се жени за гувернантката на децата си Наталия Александровна Голден. Синът им Михаил (1891 – 1955), по-късно става известен режисьор.
Александър Чехов умира от рак на гърлото на 17 май 1913 г. в Санкт Петербург, Руска империя. Погребан е в санктпетербургското гробище „Волково“.

## Произведения
частично представяне
- Исторический очерк пожарного дела в России (1892)
- Химический словарь фотографа (1892)
- Птицы бездомные: и др. разкази (1895) – сборник
- Святочные рассказы (1895) – сборник
- Призрение душевнобольных в Петербурге. Алкоголизм и возможная с ним борьба (1897)
- Княжеские бриллианты: и др. разкази (1904) – сборник
- Хорошо жить на свете! (1904)
- В гостях у дедушки и бабушки (1912)
- Из детства А. П. Чехова (1912)
- В погоне за теплом и солнцем (1913)